# Dicranomyia (Dicranomyia) punctulata
Dicranomyia (Dicranomyia) punctulata is een tweevleugelige uit de familie steltmuggen (Limoniidae). De soort komt voor in het Palearctisch en Oriëntaals gebied.